# Akuila Yabaki
Akuila D. Yabaki ist ein Menschenrechtsaktivist in Fidschi und ein methodistischer Pastor. Er war bis 2015 Executive Director des Citizens Constitutional Forum, einer Organisation zur Förderung der Demokratie.

## Leben
Yabaki war ein methodistischer Pastor. Er wurde bekannt, als er strenge Kritik an politischen Haltungen und Entscheidungen der Regierung von Laisenia Qarase (2000–2006) übte. Er kritisierte unter anderem die vorzeitige Entlassung von Personen, die im Zusammenhang mit dem Putsch in Fidschi 2000 verurteilt worden waren, und opponierte gegen die Reconciliation, Tolerance, and Unity Bill. Er kämpfte für die Einsetzung einer Kommission die Amnestien  für solche Personen aussprechen könnte.

## Putsch in Fidschi 2006
Während die meisten Gegner der Regierung Qarase durch den Putsch in Fidschi 2006 (5. Dezember 2006) zum Verstummen gebracht wurden, trat Yabaki öffentlich gegen den Putsch auf und verurteilte die Aktionen des Militärs im Vorfeld. Bereits vor dem Staatsstreich veröffentlichte die Nachrichten-Webseite Fiji Village am 28. November einen Bericht, dass Yabaki an Kommodore Frank Bainimarama, den Kommandanten der Streitkräfte Fidschis geschrieben hatte, und ihn aufgefordert habe, seine martialische Rhetorik aufzugeben und in Dialog mit der Regierung zu treten. Yabaki bekräftigte seine eigene Opposition gegen dieselben politischen Haltungen, welche auch das Militär verurteilte, aber er bestand darauf, dass es nicht die Rolle des Militärs sei, eine gewählte Regierung anzugreifen.
Nach dem Putsch berichtete Fiji Television am 16. Dezember, dass Yabaki am 12. Dezember an Bainimarama geschrieben habe, um ihn zu drängen die Macht wieder an den zivilen Präsidenten, Ratu Josefa Iloilo zu übergeben und dafür eine Amnestie für sich selbst und seine Männer auszuhandeln. Er bestätigte, dass die Regierung Qarase spalterisch vorgegangen sei und gab zu, dass es Anschuldigungen wegen Korruption gab, aber sagte, dass nichts davon solche schreckliche Bedrohungen des Staates darstelle, was eine militärische Intervention rechtfertigen würde. Am 23. Dezember zitierte die Fiji Sun, wonach er einen Vorschlag des Great Council of Chiefs unterstützte, eine Interimsregierung der nationalen Einheit zu bilden.

## Pastorale Rolle
Die Methodist Church in Fiji and Rotuma entließ Yabaki 2011 aus dem pastoralen Dienst. Es wurde keine Begründung angegeben, aber wahrscheinlich waren politische Unstimmigkeiten mitentscheidend. Die Fiji Times schrieb am 27. Januar 2006, dass Yabakis Ausschluss durch Widerstand gegen seinen politischen Aktivismus schon vor dem Putsch in Fidschi 1987 begründet war. Er führte weiterhin den Titel „Reverend“.